# Mantidactylus guttulatus
Mantidactylus guttulatus är en groddjursart som först beskrevs av George Albert Boulenger 1881.  Mantidactylus guttulatus ingår i släktet Mantidactylus och familjen Mantellidae. IUCN kategoriserar arten globalt som livskraftig. Inga underarter finns listade i Catalogue of Life.